# Pinhais
Pinhais es un municipio del estado de Paraná en Brasil. En 2020, la población era 133.490. Se emancipó del municipio de Piraquara en 1992 y forma parte de la región Metropolitana de Curitiba. Es el municipio más pequeño de Paraná por superficie. En su territorio se encuentra el Autódromo Internacional de Curitiba y el Expotrade Arena.